# Paolo Salvi
Luigi Paolo Salvi (Olasz Királyság, Brescia, 1891. november 22. – Ausztria, Mauthauseni koncentrációs tábor, 1945. január 12.) olimpiai bajnok olasz tornász.
Részt vett az 1912. évi nyári olimpiai játékokon Stockholmban. Egy torna versenyszámban indult, a csapatverseny meghatározott szereken és aranyérmes lett. 
Az első világháború után részt vett az 1920. évi nyári olimpiai játékokon Antwerpenban, mint tornász. Európai rendszerű csapat versenyben ismét aranyérmes lett.
1945 elején ölhették meg az ausztriai mauthauseni koncentrációs táborban.
Klubcsapata a Forza e Costanza volt.